# Guerre des Sheepeaters
Guerres indiennes
La guerre des Sheepeaters est un bref conflit ayant opposé en 1879 l'armée des États-Unis à un groupe de Bannocks et de Shoshones connu sous le nom de « Sheepeaters » dans le centre de l'Idaho.
Après la guerre des Bannocks de 1878, plusieurs Amérindiens considérés comme hostiles par l'armée américaine se retirent dans les montagnes et rejoignent les Sheepeaters. Lorsqu'en février 1879, cinq mineurs chinois sont retrouvés morts près de la rivière Salmon, les autorités américaines accusent les Sheepeaters. En juin, le général Oliver O. Howard, commandant du département du Columbia, dépêche des troupes afin d'appréhender les coupables. Une première force conduite par le capitaine Reuben Bernard du 1er régiment de cavalerie, une seconde menée par le lieutenant Henry Catley du 2e régiment d'infanterie (en) et une troisième composée d'éclaireurs umatillas sous les ordres du lieutenant Edward S. Farrow doivent converger vers la position tenue par les Sheepeaters. Leur progression est ralentie par la nature accidentée du terrain et le mauvais temps, notamment la neige qui les paralyse pendant plusieurs semaines.
Le 29 juillet, Catley est pris en embuscade par une poignée d'Amérindiens postés sur les hauteurs avoisinantes et deux de ses hommes sont blessés. Les soldats se retirent mais sont de nouveau encerclés le lendemain par les Sheepeaters qui mettent le feu aux bois environnants. Les hommes assiégés parviennent à fuir à la nuit tombée, abandonnant derrière eux une grande partie de leur équipement. Pour cette défaite, Catley est relevé de son commandement et remplacé par le capitaine Albert G. Forse.
Les trois forces effectuent leur jonction le 11 août et poursuivent leur avancée à la recherche des Amérindiens hostiles. Le 20 août, les Sheepeaters attaquent le convoi de ravitaillement, tuant un soldat, seule victime de l'armée américaine durant la campagne. Pratiquement à court de provisions, Bernard et Forse regagnent leurs bases au début du mois de septembre tandis que Farrow et ses éclaireurs amérindiens, déterminés à poursuivre, continuent d'explorer diverses pistes. Le 25 septembre, un de ses lieutenants rencontre Tamanmo, meneur des insurgés, qui, fatigué d'être pourchassé, offre sa reddition.
Les guerriers amérindiens et leur famille sont internés au fort Vancouver avant d'être transférés le printemps suivant dans la réserve indienne de Fort Hall.